# Међународни дан против насиља над женама
Генерална скупштина Уједињених нација прогласила је 25. новембар Међународним даном борбе против насиља над женама (Резолуција 54/134). Премиса дана је подизање свести о томе да су жене широм света изложене силовању, породичном насиљу и другим облицима насиља; штавише, један од циљева дана је нагласити да су размере и права природа проблема често скривени. За 2014. годину, званична тема коју је уоквирила кампања генералног секретара УН-а УНиТЕ за окончање насиља над женама је Orange your Neighbourhood. За 2018. званична тема је „Orange the World:#HearMeToo“, за 2019. „Orange the World: Generation Equality Stands Against Rape“, а за 2020. „Orange the World: Fund, Respond, Prevent, Collect!“.

## Историја
Историјски гледано, датум се заснива на датуму атентата на три сестре Мирабал 1960. године, политичке активисткиње у Доминиканској Републици; убиства је наредио доминикански диктатор Рафаел Трухиљо (1930–1961). 1981. године активисти латиноамеричких и карипских феминистичких сусрета обележили су 25. новембар као дан борбе и ширег подизања свести о насиљу над женама; 17. децембра 1999. године, датум је добио званичну резолуцију Уједињених нација (УН). 
УН и Интерпарламентарна унија охрабриле су владе, међународне организације и невладине организације да организују активности којима подржавају тај дан као међународни дан  На пример, УН Жене (ентитет Уједињених нација за родну равноправност и оснаживање жена) сваке године поштује дан и нуди сугестије другим организацијама да га поштују. За 2014. годину фокус је на томе како насиље пресеца свих 12 критичних подручја која су забрињавајућа у Пекиншкој декларацији и Платформи за акцију, која наредне године пуни 20 година.

У својој поруци од 25. новембра 2014. извршна директорка УН Жене Пумзиле Мламбо-Нгцука рекла је:
1995. године, пре скоро 20 година, 189 влада окупило се у Пекингу. Усвојили су Платформу за акцију која је изнела кључне стратегије за заустављање насиља над женама, оснаживање жена и постизање родне равноправности... Обећања од пре 20 година важе и данас. Заједно морамо 2015. годину учинити годином која означава почетак краја родне неједнакости. Сада је време за акцију.
У својој поруци дана 2013. генерални секретар УН-а Бан Ки-Мун изјавио је:
Поздрављам хор гласова који позивају на окончање насиља које погађа једну трећу жену у њеном животу. Поздрављам лидере који помажу у доношењу и спровођењу закона и промени начина размишљања. И одајем почаст свим оним херојима широм света који помажу жртвама да се опораве и постану агенти промена.
Глумица Меланија Дала Коста сведочи за кампању Уједињених нација (УНИЦРИ) за 2019. годину „Више нисам сама“ против насиља над женама, која ће се одржати 25. новембра, на Међународни дан за уклањање насиља над женама. Кампању је водио фотограф Димитри Димитракакос.

## Маршеви

### 2017
Маршеви су привукли стотине учесника у Боготи, Паризу и Риму. Хиљаде су марширале у Сан Хосеу, Костарики и Лими. Преко 1.000 турских демонстраната одазвало се на забрањени марш у Истанбулу; полиција је пресекла крај марша и мирно уклонила учеснике марша.

### 2018
Према организаторима, око 150 хиљада учесника у Риму за трећи поход Non Una Di Meno (италијански део удружења Ni una menos) марширало је за Међународни дан борбе против насиља над женама и против декрета о Пилону, од Пјаце дела Република до Пјаце Сан Ђовани. Међу учесницима је била и бивша председница посланичког дома Лаура Болдрини.

## Дан људских права
Датум Међународног дана борбе против насиља над женама такође означава почетак „16 дана активизма“ који претходе Дану људских права 10. децембра сваке године.